# Antje Hain
Antje Hain (* um 1943 in München) ist eine deutsche Fotografin, die in München lebt.

## Leben
Antje Hain wurde als drittes von fünf Kindern eines Künstlerehepaares in München-Schwabing geboren. Ihr Vater war Porträtmaler. Ab 1962 machte sie eine Ausbildung zur Fotografin bei Gabriele Gräfin von Arnim. Sie arbeitete als Assistentin bei diversen Modefotografen, unter anderen bei Renata Ley-Riederer und Regina Relang, und erhielt bald erste Aufträge für die Frauenzeitschrift Brigitte. 1966 nahm sie an der Meisterklasse an der Staatslehranstalt für Fotografie unter der Präsenz von Hanna Seewald in München teil. Seit 1967 arbeitet Hain als freischaffende Beauty- und Modefotografin für internationale Verlage.
Hain unternahm zwischen 1967 und 1970 mehrere Fotoreisen in afrikanische und asiatische Länder und hatte von 1974 bis 1980 einen Arbeitsvertrag als Theaterfotografin an der Ostberliner Volksbühne unter der Intendanz von Benno Besson, dem Assistenten von Bertolt Brecht.

## Werk
Hain verarbeitet teilweise extrem große Bühnenbilder in ihren Fotografien. In ihren Porträts zeigt sie vor allem Frauen.

## Ausstellungen
- 1981 „Wechselspiel der Gesichter“, Galerie Neuhausen, München
- 1986 „Hautnah“, Gemeinschaftsausstellung, Künstlerwerkstatt Lothringer Straße, München
- 1993 „Nackte Bilder“, Galerie 54 F. Zimmermann, München
- 1996 „Nackt“, Kunstpavillon Alter Botanischer Garten, München
- 1999 „Sehnsucht die Leidenschaft“, Kurhaus Wiesbaden Kolonnaden
- 2001 „Bilder aus dem Goldzyklus“, KMS Wintergarten, München
- 2002 „Bilder und ihre Gesichter“, Altes Rathaus Landshut
- 2003 „Looking and Thinking“ 10 Photographers from Germany, Alte Bibliothek, Tongji-Universität, Shanghai
- 2004 „Vogelscheuchen“, Kunstprojekt U-Bahn-Untergeschoss Odeonsplatz, München
- 2005 „Unendliche Andersheit“, Frauenkirche Erding
- 2006 „Glanz und Glamour – Wunsch und Wirklichkeit“, Sonderausstellung Städtische Galerie Überlingen
- 2006 „Wesen“, Gemeinschaftsausstellung, Seidlvilla, München
- 2007 „Karl Schmals und Antje Hain (Vater und Tochter)“, Galerie Arzmiller, München
- 2007 „Rausch“, Gemeinschaftsausstellung, Gerlinde Mader und Antje Hain, Orangerie, München
- 2007 „August-Rausch“, Hotel Olympic, München, Hans-Sachs-Straße
- 2010 „The Artist’s Dream“, Goethe-Institut München
- 2011 „Des Meeres und der Liebe Wellen“, Kurhaus Wiesbaden Kolonnaden
- 2012 Fasanerie, Berlin
- 2012 Langhaus, Wartaweil Ammersee
- 2013 „Heigis“, Olympiazentrum München

## Buchveröffentlichungen
Antje Hain: Antje Hain. Damm und Lindlar Verlag, Berlin 2015, ISBN 978-3-9815294-6-3.